# Campionat de França de rugbi Pro D2
El Campionat de França de rugbi Pro D2 és la divisió de plata del Campionat de França de rugbi a 15. És el pas previ per accedir a la màxima categoria nacional (el Top 14).
Hi juguen 16 equips. L'equip que acaba classificat en primera posició del Pro D2 puja automàticament al Top 14, mentre que del 2n al 5è classificats juguen un playoff el guanyador del qual també accedeix a la màxima categoria del rugbi francès. Per la seva banda, els 2 darrers classificats cauen de categoria jugant la temporada següent a la Federal 1. Aquest campionat es va crear el 2000, tot i que no és res més que la continuació del campionat «D2», que ha dut diferents noms al llarg de la seva història. Des del 2000, és la Lliga nacional de rugbi (LNR) qui organitza la prova.
Des de l'any 2000, la professionalització de la divisió d'honor (amb 21 clubs el 2001, 16 el 2002 i finalment 14 des del 2005) ha contribuït a la millora del nivell del campionat de Pro D2. Clubs amb un palmarès impressionant s'hi han trobat jugant, tals com l'AS Béziers (11 cops campió de França, 10 de les quals entre 1971 i 1984), el Racing Métro 92 (successor del Racing Club de France, 5 cops campió de França, el darrer cop del qual l'any 1990) o el RC Toulon (tres cops campió, el darrer cop del qual l'any 1992). Onze dels setze participants del Pro D2 de la temporada 2007-2008 han estat almenys un cop al màxim nivell del campionat de França.

## Palmarès des del 2001
- 2000-2001: US Montauban
- 2001-2002: Stade Montois
- 2002-2003: Montpellier Hérault RC
- 2003-2004: FC Auch
- 2004-2005: RC Toulon
- 2005-2006: US Montauban
- 2006-2007: FC Auch
- 2007-2008: RC Toulon
- 2008-2009: Racing Métro 92
- 2009-2010: Sporting Union Agen Lot-et-Garonne
- 2010-2011: Lyon OL U
- 2011-2012: FC Grenoble
- 2012-2013: US Oyonnax
- 2013-2014: Lyon OL U
- 2014-2015: Section Paloise
- 2015-2016: Lyon OL U
- 2016-2017: SU Agen
- 2017-2018: USA Perpinyà
- 2018-2019: Aviron Bayonnais
- 2019-2020: Campionat aturat per causa de COVID-19
- 2020-2021: USA Perpinyà
- 2021-2022: Aviron Bayonnais
- 2022-2023: Oyonnax Rugby
- 2023-2024: Rugby club vannetais
- 2024-2025: US Montauban